# Halhul
Halhul (Árabe: حلحول, transliteración: Ḥalḥūl), también conocida como Halhoul, es una ciudad palestina ubicada al sur de Cisjordania, unos 5 kilómetros al norte de Hebrón, en la Gobernación de Hebrón. La ciudad, que limita con Sa'ir y Ash-Shuyukh al este, Beit Ummar y el campo de refugiados de Al-Arroub al norte, y Kharas y Nuba al oeste, está ubicada a 916 metros del nivel de mar, lo que la convierte en la zona habitada más alta de Palestina. Según la Oficina Central de Estadísticas de Palestina, la ciudad tenía una población aproximada de 31.258 habitantes a mediados de 2023.
De acuerdo con las tradiciones medievales judías, cristianas y musulmanas, las tumbas de los profetas bíblicos Gad y Natán se encuentran en Halhul. Otra tradición musulmana ubica la tumba de Jonás en la ciudad. Las tumbas, previamente descritas en la lista de Lugares Sagrados bajo control israelí, se halla ahora bajo control de la Autoridad Nacional Palestina.
El asentamiento israelí Karmei Tzur se encuentra situado a las afueras de Halhul. La ciudad está rodeada de antiguas cuevas usadas para enterramientos.

## Historia

### Antigüedad
El nombre árabe conserva el topónimo bíblico para el lugar, (hebreo:חַלְחוּל;
griego: Αἰλουά/Άλοόλ; latino Alula,) que se cree que refleja una palabra cananea que significa "temblar (de frío)". Según la Biblia, Halhul era una ciudad en el territorio de la tribu de Judá, ubicada en una colina cercana a Beth-zur. El experto bíblico Edward Robinson identificó la ciudad moderna con la "Halhul" mencionada en el Libro de Josué. John Kitto advirtió que el nombre moderno es idéntico al nombre hebreo que aparece en la Biblia y, por lo tanto, "el nombre ha permanecido sin variaciones durante más de 3,300 años."
Las excavaciones arqueológicas en Burj as-Surhan han revelado los restos de una antigua ciudad-fortaleza de mediados de la Edad de Bronce, posiblemente relacionada con los hicsos. La ciudad fue arrasada por una incursión egipcia en el siglo XVII a. C. y quedó en ruinas durante más de 300 años. A principios de la Edad de Hierro, en el siglo XI a. C., la ciudad fue repoblada por israelitas.[Es necesaria una cita]
La tradición bíblica explica que Roboam fortificó la ciudad. Alrededor del año 1000 a. C. la ciudad fue abandonada y se fue lentamente repoblando hasta que, cerca del 650 a. C., ya era una ciudad bulliciosa. Halhul fue destruida, junto con Jerusalén y el Templo de Salomón, por Nabucodonosor II durante su invasión del Reino de Judá en 587 a. C. La ciudad vuelve a aparecer en las crónicas de algunas batallas entre el Imperio seléucida y el Egipto Ptolemaico. Fue fortificada por Judas Macabeo después de su victoria en la cercana Batalla de Beth Zur.
A finales del periodo del Segundo Templo, Halhul (griego: Alurus) y sus alrededores se consideraban parte de Idumea, posiblemente por sus habitantes edomitas, quienes se convirtieron al judaísmo de la mano de Juan Hicarno I. Durante la primera guerra judeo-romana, la ciudad se convirtió en un punto de encuentro para las distintas facciones judías. Durante la Rebelión de Bar-Kojba las defensas de la ciudad se fortificaron.
Una cantidad considerable de cerámica ha sido desenterrada con inscripciones en hebreo antiguo, la mayoría de ellas con la expresión "al rey" y el nombre de alguna ubicación cercana. También se han encontrado algunas asas con nombres judíos inscritos en griego que datan del periodo helenístico.
Se han excavado cimientos de casas romanas y musulmanas que se encontraban profundamente ocultos bajo capas más antiguas. También se han hallado restos de edificios con suelos de mosaico e inscripciones en griego en el lugar (llamado 'Aqd al-Qin) de una iglesia anterior. Además, se ha encontrado cerámica de época bizantina en la zona.

### Edad Media

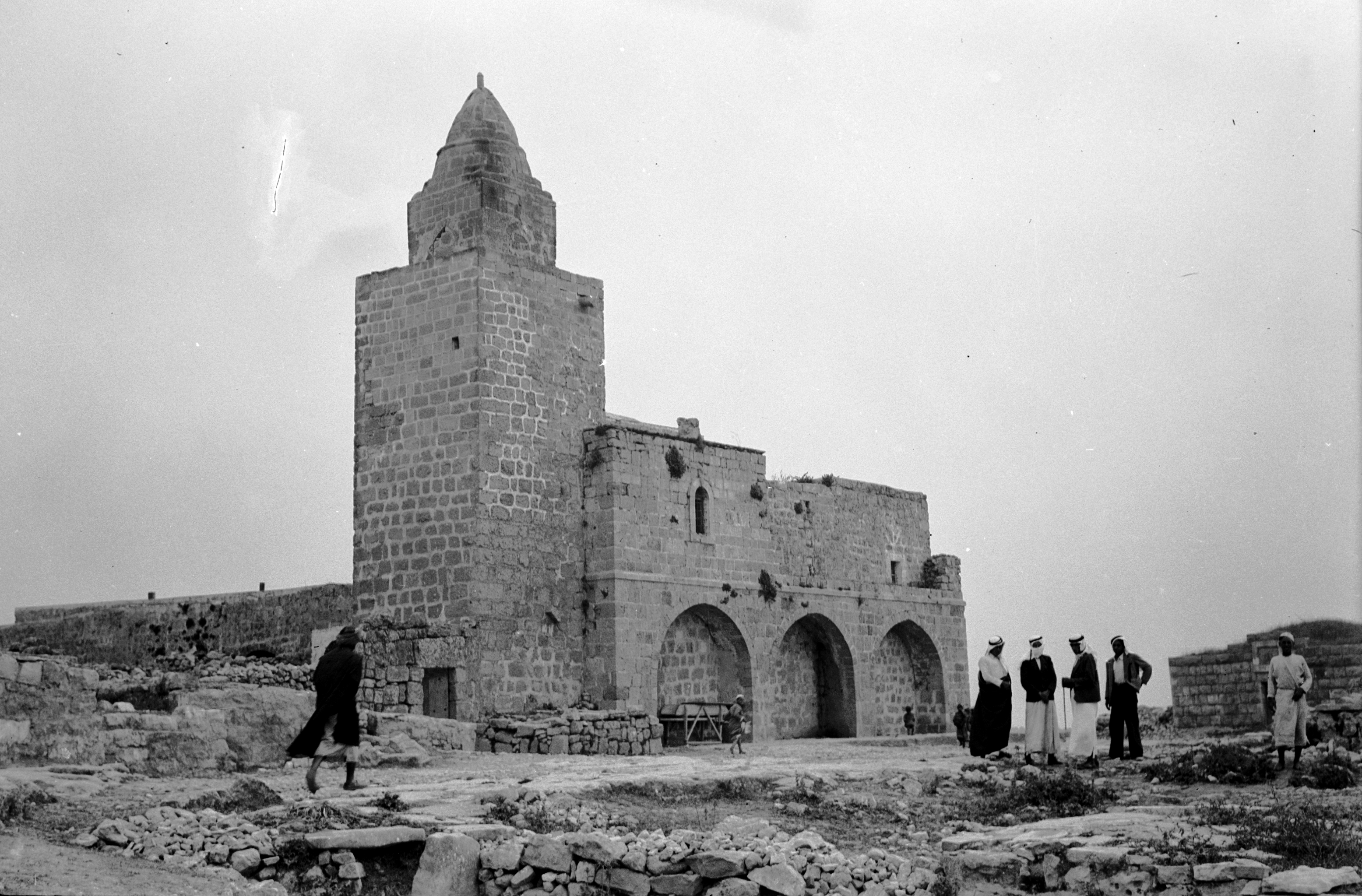
Neby Yunis, 1940

El cronista Ali de Herat dejó por escrito en 1173 d. C. que, aunque Halhul era parte del reino cruzado de Jerusalén, en él se hallaba la tumba de Yunis ibn Matta (Jonás, hijo de Amittai). En la época ayubí, en 1226, se construyó una mezquita con minarete en la ciudad. El geógrafo árabe Yaqut al-Hamawi visitó Halhul ese mismo año, anotando que se encontraba entre Hebrón y Jerusalén y que en él se encontraba la tumba de Jonás.

### Época Otomana
En 1517, los otomanos incorporaron el pueblo de Halhul a su imperio junto con el resto de Palestina y, en 1596, aparecía en los registros de impuestos otomanos como una nahiya (subdistrito) de Halil, en el liwa (distrito) de Al-Quds. Tenía una población de 92 hogares musulmanes y pagaba impuestos sobre trigo, cebada, viñedos y árboles frutales, algunos ingresos ocasionales, cabras y/o colmenas.

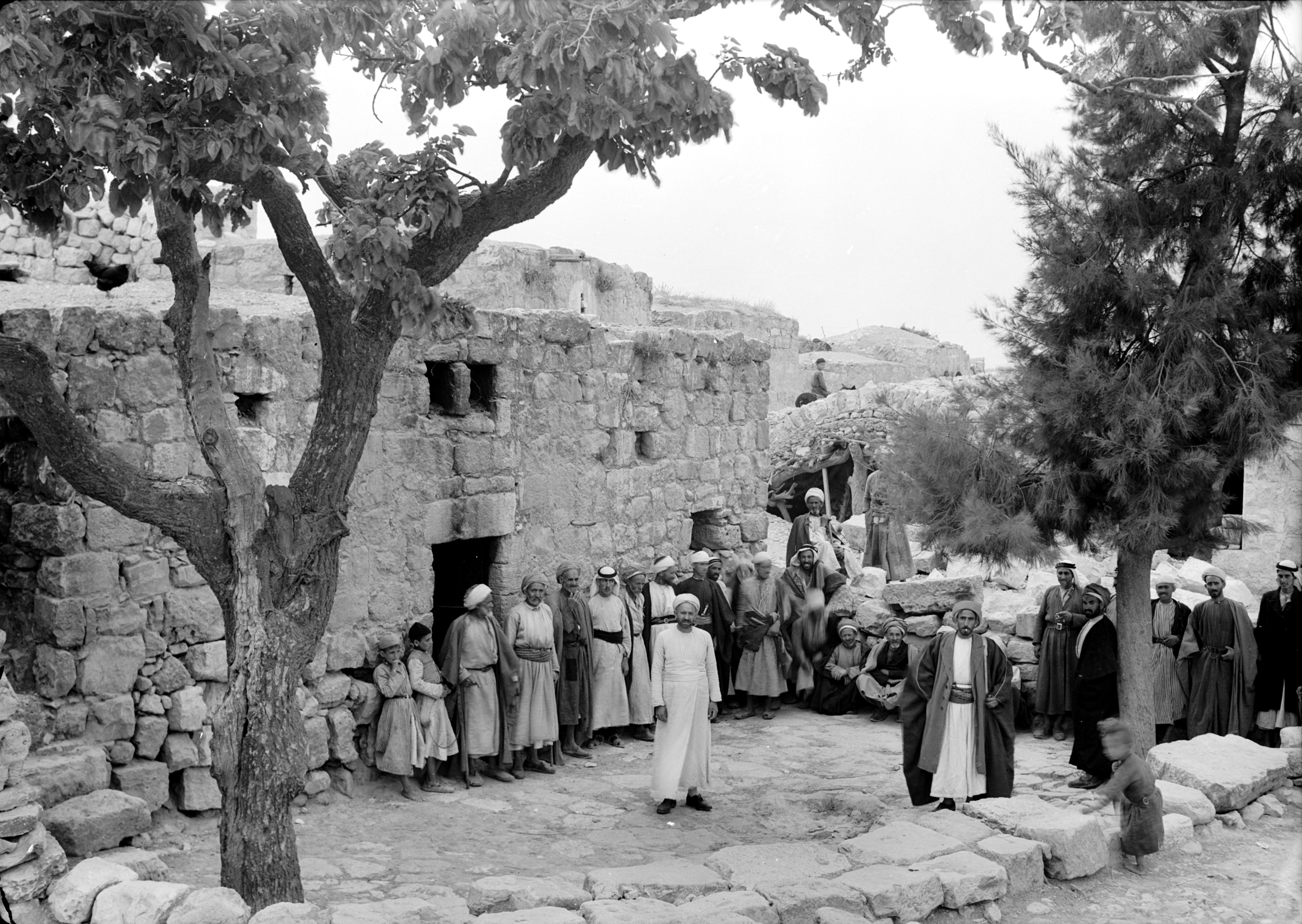
Habitantes de Halhul, 1940

John Wilson lo describió en 1847 como un lugar de peregrinaje judío. Edward Robinson visitó Halhul en 1852, describiendo su entorno como "austero", con numerosos campos, viñedos, ganado y cabras. Informó de que se trataba de la "capital de su distrito" y de que la vieja mezquita se encontraba en lamentables condiciones, así como de que tenía un alto minarete desde el que podían verse muchos otros pueblos.
El explorador francés Victor Guérin visitó el pueblo en 1863, anotando que tenía aproximadamente 700 habitantes. Mencionó también tumbas excavadas en las rocas que databan del periodo judío, un manantial llamado Ain Ayoub (el manantial de Job) en el lado sur de la colina que aportaba agua a los lugareños; y una mezquita llamada Djama'un Nebi Yunis (mezquita del profeta Jonás), construida con piedra antigua y a la que los extranjeros tenían prohibido el acceso.
En 1883, la Fundación para la Exploración de Palestina describió Halhul en su Estudio sobre Palestina Occidental como una gran aldea de piedra sobre una colina, con dos manantiales y un pozo. La mezquita aparece descrita como un edificio "moderno".
Once mezquitas salpican actualmente la ciudad y sus alrededores: la mezquita de Nabi Yunis, la mezquita de Maqam Sahabi Abdullah bin Masood, la mezquita Omary, la mezquita Al Therwa, la mezquita Al Rebaat, la mezquita Dherr Ektat, la mezquita de Salah Al Dean Al Ayyubi, la mezquita Al Hwawer, la mezquita Al Huda, la mezquita Al
Faroouk y la mezquita Al Nuor.

### Mandato Británico de Palestina

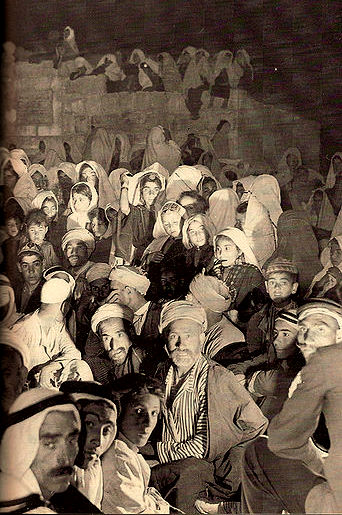
Aldeanos esperando para ver una película al aire libre, 1940

En el censo de Palestina de 1922, llevado a cabo por las autoridades del Mandato Británico, Halhul tenía una población de 1,927 habitantes, todos ellos musulmanes. Su población había crecido en el censo de 1931, año en el que Halhul, junto con las vecinas Kh. Haska, Kh. en Nuqta, Kh. Beit Khiran, Kh. Baqqar Y Kh. ez Zarqa, tenía una población de 2,523 personas que vivían en 487 casas. A excepción de una mujer cristiana, la población era todavía enteramente musulmana.

En julio de 1939, durante la Rebelión Árabe, Halhul fue escenario de una atrocidad cometida por el Regimiento de la Guardia Negra británico. En un intento de forzar a los aldeanos a entregarles las armas que sospechaban que tenían, encerraron a todos los hombres del pueblo en una jaula de almabre a plena luz del sol y sin apenas agua. Según el oficial británico Keith-Roach, después de obtener el permiso, los oficiales
… ordenaron que se les mantuviera allí [en una jaula descubierta] y les dieron media pinta de agua al día. Yo vi la orden original. Las temperaturas eran muy altas porque era verano. Según los estándares del Cuerpo de Doctores del Ejército Indio, el mínimo de agua que un hombre debe ingerir al día expuesto a semejante calor es de cuatro pintas. Después de 48 horas de encierro la mayoría de los hombres estaban muy enfermos y once de ellos, ancianos y debilitados, habían muerto. Se me ordenó que no admitiese ninguna investigación civil. Al final, el Alto Comisionado, MacMichael, decidió que debíamos pagarles una compensación y mi asistente y yo valoramos el daño con la mayor cuantía permitida por la ley, y pagamos más de tres mil libras a las familias que habían perdido a alguno de sus miembros.
 Algunos testigos mencionaron una segunda jaula, aunque unas versiones hablaban de una jaula para mujeres y otras de una jaula 'buena' con cantidades adecuadas de agua para aquellos que cooperaban. Un hombre al que la sed empujó a mentir diciendo que había escondido un arma en un pozo fue ejecutado al no poder recuperarla.
En 1945, la población de Halhul era de 3,380 árabes que poseían 37,334 dunams (3,7334 hectáreas) de tierra según una encuesta oficial de tierra y población. De estas, 5.529 dunams era para plantaciones y tierra irrigable, 13.656 para cereales y 165 dunams eran consideradas terrenos urbanos.

### Ocupación jordana
En 1949, al finalizar la Guerra árabe-israelí de 1948 y después del Armisticio de 1949, Halhul y el resto de Cisjordania quedaron bajo control jordano.

### Ocupación israelí
En junio de 1967, tras la Guerra de los Seis Días, Israel capturó y ocupó tanto Halhul como el resto de la Cisjordania.
En marzo de 1979, dos jóvenes palestinos que habían arrojado piedras a un autobús de colonos judíos fueron asesinados a tiros por estos. En respuesta a sus muertes, el ejército israelí decretó un toque de queda de 16 días en la ciudad. Un proyecto de venta mayorista de fruta y verdura diseñado para dinamizar la economía de la ciudad también fue cancelado por las autoridades israelíes. Unos meses después, a consecuencia de las acusaciones de algunos colonos de que les habían lanzado piedras, todos los habitantes de la ciudad -incluidas mujeres y niños- fueron obligados a pasar una lluviosa y fría noche en la calle para una "interrogación".
Halhul se encuentra en el Área A de los territorios palestinos, aquella que según los Acuerdos de Oslo queda bajo completa jurisdicción palestina. Desde septiembre del año 2000, Israel ha confiscado unos 1,500 dunams (150 hectáreas) de tierra del municipio de Halhul.
El 30 de septiembre del año 2000, fuerzas israelíes hirieron a un joven de 21 años residente en Halhul, Muhammad Yunes Mahmoud 'Ayash a-Z'amreh, mientras se encontraba en Beit Ummar. Falleció de sus heridas cuatro días más tarde, el 3 de octubre del 2000. El 22 de octubre del 2000, las fuerzas de seguridad israelíes abatieron a tiros al joven palestino de 25 años Na'el 'Ali Zama'arah, residente en Halhul, durante un enfrentamiento que tuvo lugar tras un funeral.
El 12 de febrero de 2002, dentro de la política de asesinatos selectivos, helicópteros de combate israelíes bombardearon la casa de Ahmed 'Abdul 'Aziz Zama'ra en Halhul. La operación también destruyó una comisaría, varias casas, y una tienda de maquinaria que supuestamente fabricaba armas para militantes palestinos. Un joven palestino de 22 años proveniente de Gaza, Tareq al-Hindawi, fue abatido durante la operación.
El 11 de febrero de 2002, un miembro de la Guardia de Seguridad Palestina fue asesinado y dos otros palestinos fueron heridos durante una operación del ejército israelí que penetró en Halhul para detener al dirigente de la Yihad islámica Jneid Murad, junto con Khaled Zabarah, sospechoso de estar implicado en casos de contrabando y disparos.
El 14 de mayo de 2002, una unidad especial israelí entró en Halhul y asedió las oficinas del Servicio General de Inteligencia Palestino, abatiendo a dos policías de su lista, el Teniente Coronel Khaled Abu al-Khiran y el Teniente Ahmed 'Abdul 'Aziz Zama'ra, mientras intentaban escapar. Un portavoz del ejército israelí afirmó que ambos estaban en busca y captura por ataques sobre israelíes en la zona de Hebrón, y se les había disparado porque se negaron a detenerse. Según fuentes palestinas, ambos habían sido el objetivo de anteriores intentos israelíes para matarles, uno de ellos incluyendo un ataque con misiles a su oficina. El ejército israelí también detuvo a Jamal Hasan Abu Ra'sbeh, miembro de la Fuerza 17 (un comando especial del grupo Fatah) y de la guardia personal de Yasser Arafat.
En agosto de 2003, la policía israelí descubrió un gran taller para fabricar carnés de conducir y tarjetas de identidad israelíes falsas. Según un informe de la Universidad de Tel Aviv de junio de 2005, una célula terrorista judía compuesta por cuatro miembros, dirigida por un importante miembro de la Liga de Defensa Judía y que presuntamente asesinó a unos diez palestinos, quemó completamente la casa del alcalde de Halhul. Nadie resultó herido en aquel incidente.
El 24 de marzo de 2007, las autoridades israelíes derribaron una casa construida en Halhul sin permiso israelí. La apelación del caso alcanzó el Tribunal Supremo de Israel, que confirmó el veredicto. Una serie de manifestaciones tuvieron lugar como protesta.
El 22 de junio de 2007, un habitante de Halhul, Shadi Rajeh 'Abdallah al-Mtur, murió de un disparo tras no obedecer la orden de detenerse en su camino hacia una tienda de comestibles contigua a un puesto de control. No llevaba su tarjeta de identidad.
El 6 de octubre de 2011, dos hombres de Halhul fueron detenidos con el cargo de asesinato por la muerte de Asher y Yonatan Palmer a raíz de un incidente de lanzamiento de piedras cerca del asentamiento israelí de Kiryat Arba dos semanas antes.
En diciembre de 2011, el Programa de las Naciones Unidas para el Desarrollo (PNUD) decidió ayudar en la construcción de un centro de salud mental en Halhul.
El 20 de noviembre de 2012, soldados israelíes dispararon a un habitante de Halhul, Hamdi Muhammad Jawad Musa al-Fallah, por apuntarles con un haz láser durante un enfrentamiento entre los soldados y palestinos locales cerca del puente Halhul-Hebrón en la Ruta 35.
El 16 de octubre de 2015, un joven de la aldea de al-Muwarraq, Iyad Khalil Mahmoud al-'Awawdeh, atacó con un cuchillo a un soldado israelí y fue abatido por los compañeros de este. Cuando estaba en el suelo incapacitado e inmóvil, otro soldado israelí lo remató de un disparo. El 4 de noviembre de 2015, un policía de fronteras israelí disparó a Ibrahim Samir Ibrahim Skafi, de 22 años, cuando se dirigía hacia él. Ibrahim quedó en estado crítico hasta fallecer cuatro días después. Menos de una semana después, Hassan Jihad Hassan Sa'dah, de 21 años de edad, murió de un disparo en la espalda efectuado por soldados israelíes mientras sostenía un cóctel molotov sin encender.
El 5 de febrero de 2016, el niño Haitham Isma'il Muhammad Sa'dah, de 13 años, murió como consecuencia de disparos de soldados israelíes cerca de la ruta 60.
El 9 de junio de 2022, el ejército israelí realizó una incursión en Halhul en la que un soldado disparó al joven Mahmoud Fayez Mahmoud Karajah, de 28 años de edad, en la parte superior de su cuerpo, causándole la muerte poco después.
El 17 de enero de 2023, un comandante de la policía palestina de 40 años, Hamdi Shaker Ahmad Abu Diyah, disparó contra un puesto de control israelí en las cercanías de Halhul y fue abatido por soldados israelíes. Las autoridades israelíes se negaron a entregar su cuerpo a la familia.

## Geografía
Halhul está construida sobre el monte Nabi Yunis, la cumbre más alta de Cisjordania con 1,030 metros por encima del nivel de mar. La ciudad tiene una extensión de 37,335 dunams (3,7335 hectáreas).
La mitad de la población se dedica a la agricultura en 10,000 de los 19,000 dunams de tierra fértil que rodean la ciudad, siendo el tomate y la calabaza sus principales cultivos. Unos 8,000 dunums permanecen sin cultivar debido a la confiscación de tierras y la construcción de asentamientos por parte de Israel, así como por sequías o por ausencia de inversiones. Casi 2,000 dunams están dedicados al cultivo de olivares. La cría de ganado y la apicultura también suponen un importante elemento en la economía local. Halhul está hermanada con la ciudad francesa de Hennebont, ubicada en la Bretaña.

## Demografía
En 1922, Halhul tenía una población de 1,927 habitantes, aumentando a 2,523 en un censo del Mandato Británico de 1931. Según el estudio de tierra y población de Sami Hadawi en 1945, Halhul tenía una población de 3,380 árabes. Estando bajo control jordano, en 1961,  había 5,387 residentes en Halhul. Bajo ocupación israelí, en los censos realizados en 1982 y 1987, Halhul registró una población de 6,040 y 9,800 habitantes, respectivamente.
Según el primer censo por la Oficina Central de Estadísticas de Palestina (OCEP) en 1997, del total de 15,663 residentes, 1,686 (10.8%) era refugiados palestinos. La división por géneros era de un 51.4% de hombres y un 48.6% de mujeres. En torno al 54.7% de los habitantes tenían menos de veinte años, el 41.2% se encontraba en la franja de edad ubicada entre los 20 y los 64 años, y tan solo un 0.4% sobrepasaba los 64 años.
La base de la población de Halhul está formada por cuatro familias locales, Al Sa'deh, Karjah, Al Zma'ra y Al Doudah, además de los palestinos que llegaron a la ciudad como refugiados.
La salud de los habitantes de la ciudad está a cargo de varios hospitales y clínicas.

## Gobierno
En las últimas elecciones municipales en Halhul, en 2004, organizadas por la Autoridad Nacional Palestina, 13 concejales fueron elegidos para reemplazar el longevo mandato de Mohammed Milhim. Los nuevos concejales eligieron al ingeniero Raed al-Atrash, quién reestructuró las estructuras locales e introdujo nuevas caras entre el personal del ayuntamiento. Tras la dimisión de Atrash, los concejales eligieron a Ziad Abu Yousef como nuevo alcalde. El ayuntamiento tiene a dos mujeres entre sus concejales.

## Personas famosas
- Ali Abu Awwad, activista y pacifista.